# Guraleus lallemantianus
Guraleus lallemantianus is een slakkensoort uit de familie van de Mangeliidae. De wetenschappelijke naam van de soort is voor het eerst geldig gepubliceerd in 1865 door Crosse & Fischer.